# SC Wiener Neustadt
SC Wiener Neustadt é um clube de futebol austríaco, com sede em Wiener Neustadt, atualmente disputa a Austria Bundesliga. 

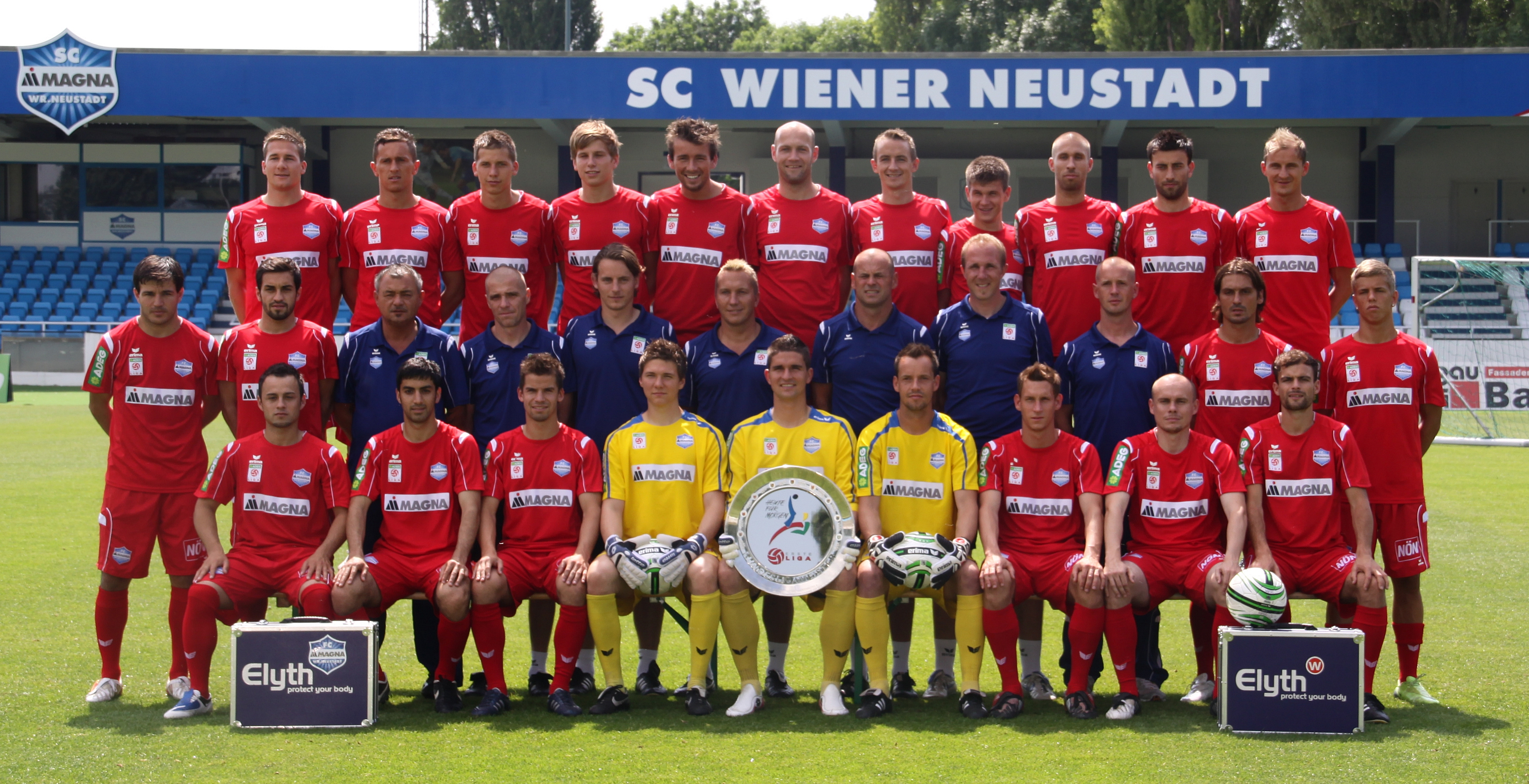
SC Magna Wiener Neustadt – 2008–09

## Elenco Atual
Desde 10 de Janeiro de 2015
Nota: Bandeiras indicam equipe nacional, conforme definido pelas regras de elegibilidade da FIFA. Os jogadores podem ter mais de uma nacionalidade não-FIFA.
| N.º |                | Posição | Jogador               |
| --- | -------------- | ------- | --------------------- |
| 1   | Áustria        | G       | Thomas Vollnhofer     |
| 4   | Estados Unidos | M       | Conor O'Brien         |
| 5   | Áustria        | D       | Mark Prettenthaler    |
| 6   | Áustria        | D       | Dennis Mimm           |
| 7   | Áustria        | M       | Al Rahman Ali         |
| 8   | Áustria        | M       | Matthias Koch         |
| 9   | Áustria        | M       | Julian Salamon        |
| 10  | Áustria        | A       | Herbert Rauter        |
| 14  | Áustria        | M       | Tobias Kainz          |
| 15  | Áustria        | D       | Christian Deutschmann |
| 17  | Áustria        | D       | Reinhold Ranftl       |
| 18  | Áustria        | A       | Michael Tieber        |

| N.º |         | Posição | Jogador             |
| --- | ------- | ------- | ------------------- |
| 19  | Áustria | A       | Daniel Maderner     |
| 21  | Áustria | M       | Daniel Schöpf       |
| 22  | Áustria | M       | Mario Ebenhofer     |
| 24  | Áustria | D       | Remo Mally          |
| 25  | Áustria | M       | Christoph Freitag   |
| 26  | Áustria | M       | Mario Pollhammer    |
| 27  | Áustria | G       | Domenik Schierl     |
| 29  | Áustria | D       | Lukas Denner        |
| 30  | Áustria | M       | Kristijan Dobras    |
| 31  | Áustria | G       | Christopher Stadler |
| 32  | Áustria | D       | Mattias Sereinig    |

## Títulos
- Segunda Divisão Austríaca 2008-2009